# Unterberger Gruppe
Die Unterberger Gruppe ist ein 1976 gegründetes Familienunternehmen in der Automobil-, Immobilien- und Beteiligungsbranche. Neben dem Hauptsitz in Kufstein verfügt das Unternehmen über 21 Standorte in Tirol, Vorarlberg, Südbayern, Salzburg sowie im Allgäu und beschäftigt dort rund 811 Mitarbeiter. Im Jahr 2024 erzielte die Unterberger Gruppe einen Umsatz von 565 Mio. Euro.

## Geschichte
Seit der Gründung des ersten Autohauses 1976 ist Unterberger zu einer überregional tätigen Unternehmensgruppe mit verschiedenen Geschäftsfeldern gewachsen. 1976 eröffnete Fritz Unterberger gemeinsam mit seiner Frau Helga ein BMW- und Volvo-Autohaus mit fünf Beschäftigten in Kufstein. Wenige Jahre später wurden die „Unterberger Immobilien“ gegründet, 1981 die „Leasing Unterland“. Nach und nach erweiterte das Unternehmen sich um weitere Standorte.

## Unterberger Automobile
Insgesamt befinden sich 21 Standorte (19 Autohäuser und zwei Karosseriezentren) unter dem Dach von Unterberger Automobile. Der Großteil davon ist auf den Handel mit Neu- und Gebrauchtwagen sowie Motorräder von BMW, BMW i, BMW M, BMW Motorrad und Mini spezialisiert. Ergänzt wird das Spektrum durch drei „Autowelten“ in Kufstein, Innsbruck und Strass im Zillertal, an denen Modelle der Marken Jaguar, Land Rover, Hyundai, Mitsubishi, MG sowie Maxus angeboten werden. Seit 2020 gehört Jensen Classics by Unterberger – ein Betrieb für Oldtimer zum Unternehmen. Im Jahr 2023 beteiligte sich Unterberger Automobile zu 50 % bei der Auto Thum Lienz GesmbH, die die Marke Fiat (PKW und Leichte Nutzfahrzeuge), den Bereich Maschinenbau und Motorinstandsetzung samt technischem Büro und eine Nutzfahrzeugsparte über 3,5 t mit einer LKW-Werkstatt und der Servicepartnerschaft mit MAN und Kuhn Ladetechnik (Palfinger und Epsilon) betreibt. Am 1. Januar 2025 übernahm das Familienunternehmen den Traditionsbetrieb Autohaus Netzer in Landeck. Mit 1. Juli 2025 folgt die Übernahme des Autohauses Karl Fritz in Pfullendorf, wodurch das Vertriebsnetz der Gruppe weiter in Richtung Südwesten Deutschlands ausgebaut wird.

## Unterberger Immobilien
Unterberger Immobilien ist ein österreichisches Unternehmen, das in der Entwicklung von Handels-, Gewerbe- und Wohnimmobilien tätig ist. Der Schwerpunkt liegt auf der Planung und Umsetzung nachhaltiger und zukunftsorientierter Bauprojekte, die sowohl ökologischen als auch ökonomischen Kriterien gerecht werden.
Das Unternehmen ist in Österreich und Deutschland aktiv und realisiert nach eigenen Angaben jährlich mehrere Groß- und Kleinprojekte. Ein Beispiel dafür ist das Naturquartier in Kufstein, das bei seiner Eröffnung im Juli 2021 als Tirols größter Vollholzwohnbau galt.
Ein weiteres Projekt ist das Kaiserreich Kiefersfelden, ein multifunktionales Areal mit rund 40.000 m² Nutzfläche in der Region zwischen München, Salzburg und Innsbruck. Es kombiniert Büro-, Gewerbe-, Handels-, Gastronomie- und Entertainmentflächen in einem integrierten Konzept, das auf neue Formen des Arbeitens und Lebens ausgerichtet ist.
In Kirchbichl wurde unter dem Projekttitel Dorf Domizil ein Wohnbauvorhaben mit insgesamt 12 Eigentumswohnungen und 5 Gewerbeeinheiten umgesetzt. Das Projekt bietet unterschiedliche Wohnungstypen und richtet sich an verschiedene Generationen, mit dem Fokus auf regional eingebettetes, modernes Wohnen.
Unterberger Immobilien begleitet Bauvorhaben über alle Phasen hinweg – von der Konzeptentwicklung über die Planung und Ausführung bis zur Übergabe. Das Portfolio umfasst Wohnanlagen, Büroimmobilien sowie Gewerbeflächen in unterschiedlichen Ausprägungen.
Besonderes Augenmerk legt das Unternehmen auf Langlebigkeit, Energieeffizienz und eine architektonische Gestaltung, die sich an den jeweiligen Standortbedingungen orientiert. Die kontinuierliche Weiterentwicklung bestehender Konzepte gehört zur strategischen Ausrichtung.